# Hedikhuizen
Hedikhuizen est un village néerlandais, situé dans la commune de Heusden dans la province du Brabant-Septentrional. Lors du recensement de 2010, le village compte 230 habitants.

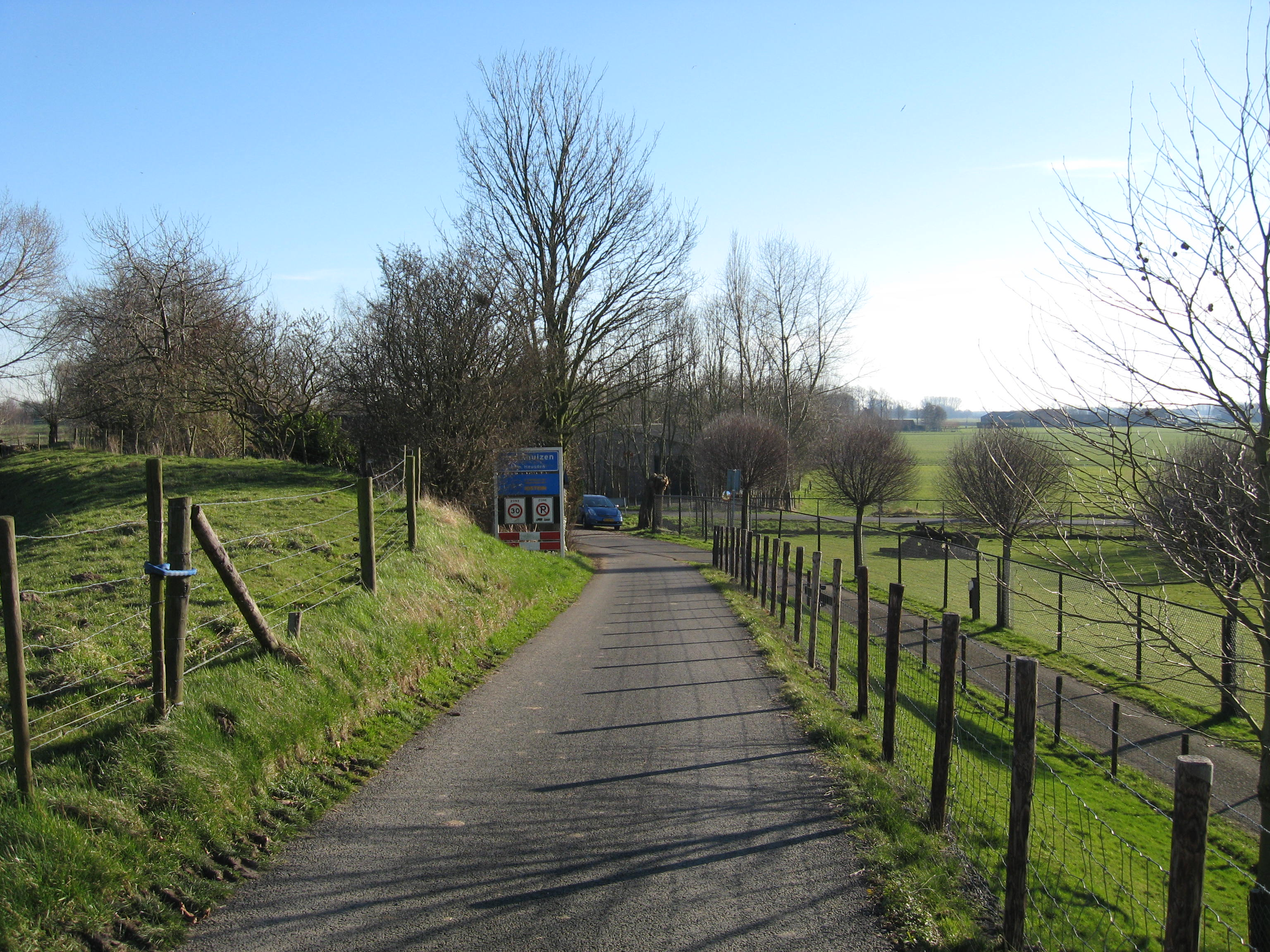
On descend la digue et on arrive…

Hedikhuizen est situé dans le Pays de Heusden et d'Altena, sur la rivière gauche de la Meuse, entre Heusden et Bois-le-Duc.

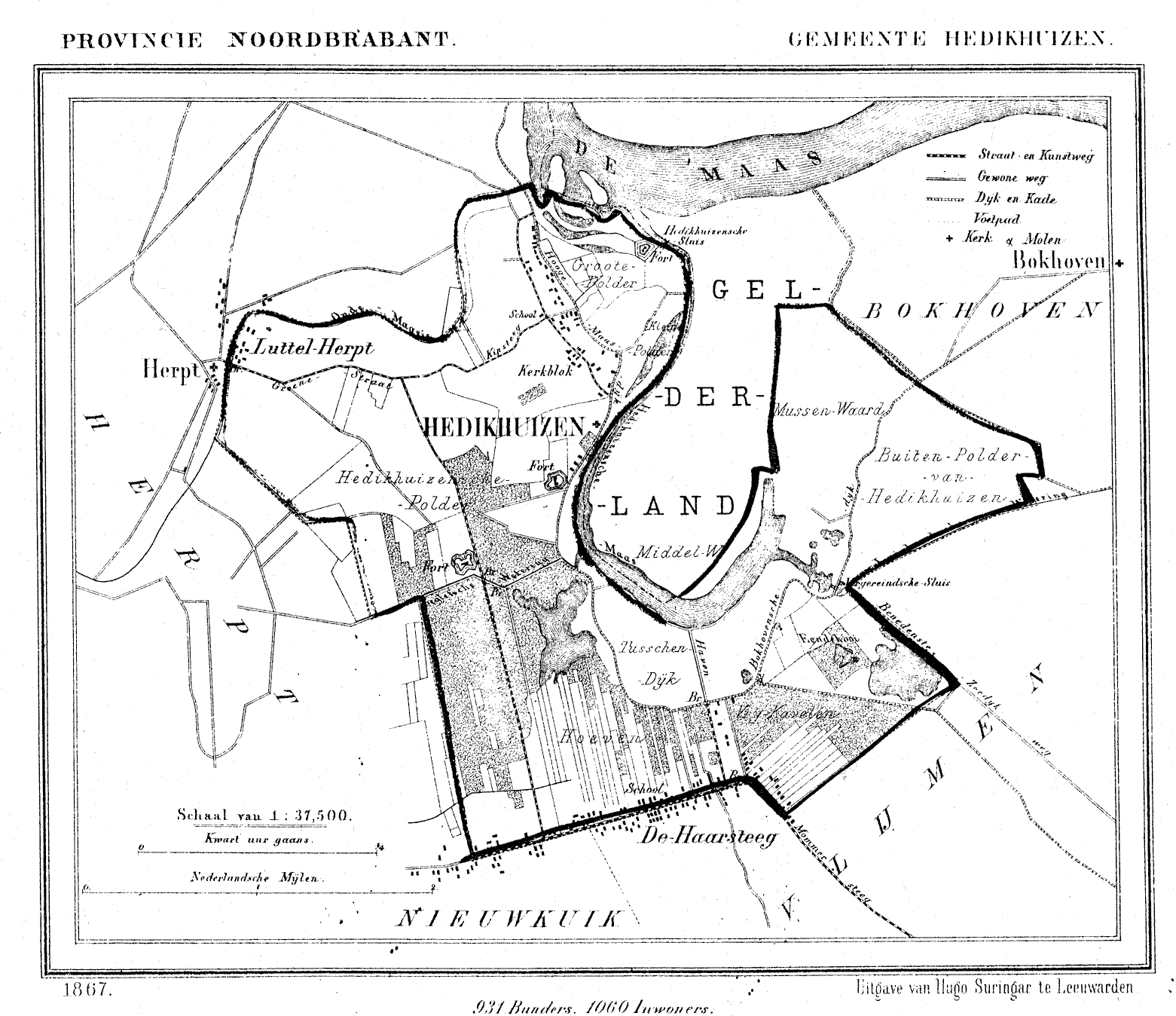
Commune de Hedikhuizen en 1867

Jusqu'au 1er mai 1935 Hedikhuizen était une commune indépendante. À cette date, la commune a été rattachée à la commune de Vlijmen et en partie à celle de Heusden. De nos jours, elle est entièrement située dans la commune de Heusden.